# Merigold
Merigold és una població dels Estats Units a l'estat de Mississipi. Segons el cens del 2000 tenia 664 habitants.

## Demografia
Segons el cens del 2000, Merigold tenia 664 habitants, 268 habitatges, i 191 famílies. La densitat de població era de 264,3 habitants per km².
Dels 268 habitatges en un 28% hi vivien nens de menys de 18 anys, en un 42,9% hi vivien parelles casades, en un 23,1% dones solteres, i en un 28,7% no eren unitats familiars. En el 24,6% dels habitatges hi vivien persones soles el 10,8% de les quals corresponia a persones de 65 anys o més que vivien soles. El nombre mitjà de persones vivint en cada habitatge era de 2,48 i el nombre mitjà de persones que vivien en cada família era de 2,96.
Per edats la població es repartia de la següent manera: un 23,8% tenia menys de 18 anys, un 9,3% entre 18 i 24, un 25,8% entre 25 i 44, un 24,2% de 45 a 60 i un 16,9% 65 anys o més.
L'edat mediana era de 39 anys. Per cada 100 dones de 18 o més anys hi havia 78,8 homes.
La renda mediana per habitatge era de 24.375 $ i la renda mediana per família de 27.500 $. Els homes tenien una renda mediana de 26.250 $ mentre que les dones 21.250 $. La renda per capita de la població era de 16.185 $. Entorn del 21,4% de les famílies i el 23,7% de la població estaven per davall del llindar de pobresa.

## Poblacions properes
El següent diagrama mostra les poblacions més properes.